# 戴夫·克里斯蒂安
戴夫·克里斯蒂安（英語：Dave Christian，1959年5月12日—），美国男子冰球运动员，场上位置是前锋。他曾代表美国国家队参加1980年冬季奥林匹克运动会冰球比赛，获得一枚金牌。